# Giovanni Goria
Giovanni Giuseppe Goria (30. juli 1943 i Asti – 21. maj 1994 samme sted) var en italiensk politiker, der var landets 47. premierminister fra 1987 til 1988, valgt for det kristendemokratiske parti Democrazia Cristiana.
Efter at have været finansminister fra 1982 til 1987 blev han budgetminister. 28. juli 1987 blev han premierminister. Han sad imidlertid kun til 13. april 1988, da parlamentet nægtede at stemme for hans finanslov. I 1989 blev han medlem af Europa-Parlamentet, men trådte tilbage i 1991 for at blive landbrugsminister. I 1992 blev han atter finansminister. I 1994 trådte han tilbage som følge af en korruptionsskandale, der endte med at ødelægge partiet. Gorias sag var ved at blive behandlet ved domstolene, da han i 1994 pludseligt døde af lungekræft.